# Mora (Suède)
Pour les articles homonymes, voir Mora.
Mora est une localité suédoise à environ 300 km au nord-ouest de Stockholm, chef-lieu de la commune de Mora. 10 940 personnes y vivent. 
Elle est le lieu d'arrivée de la plus longue course de ski de fond au monde, la Vasaloppet.

## Géographie
Mora est située entre deux lacs, sur la rive nord du lac Siljan et sur la rive sud du lac Orsa (en).
Mora se trouve sur le côté ouest du plus grand cratère d'impact météorique d'Europe, le cratère de Siljan.
La partie nord de la commune marque le début de la chaîne de montagnes des Alpes scandinaves.

## Personnalités
- Anders Zorn (1860-1920), peintre suédois.
- Kerstin Thorborg (1896-1970), cantatrice suédoise.
- Sara Andersson (2003-), biathlète suédoise.

## Galerie

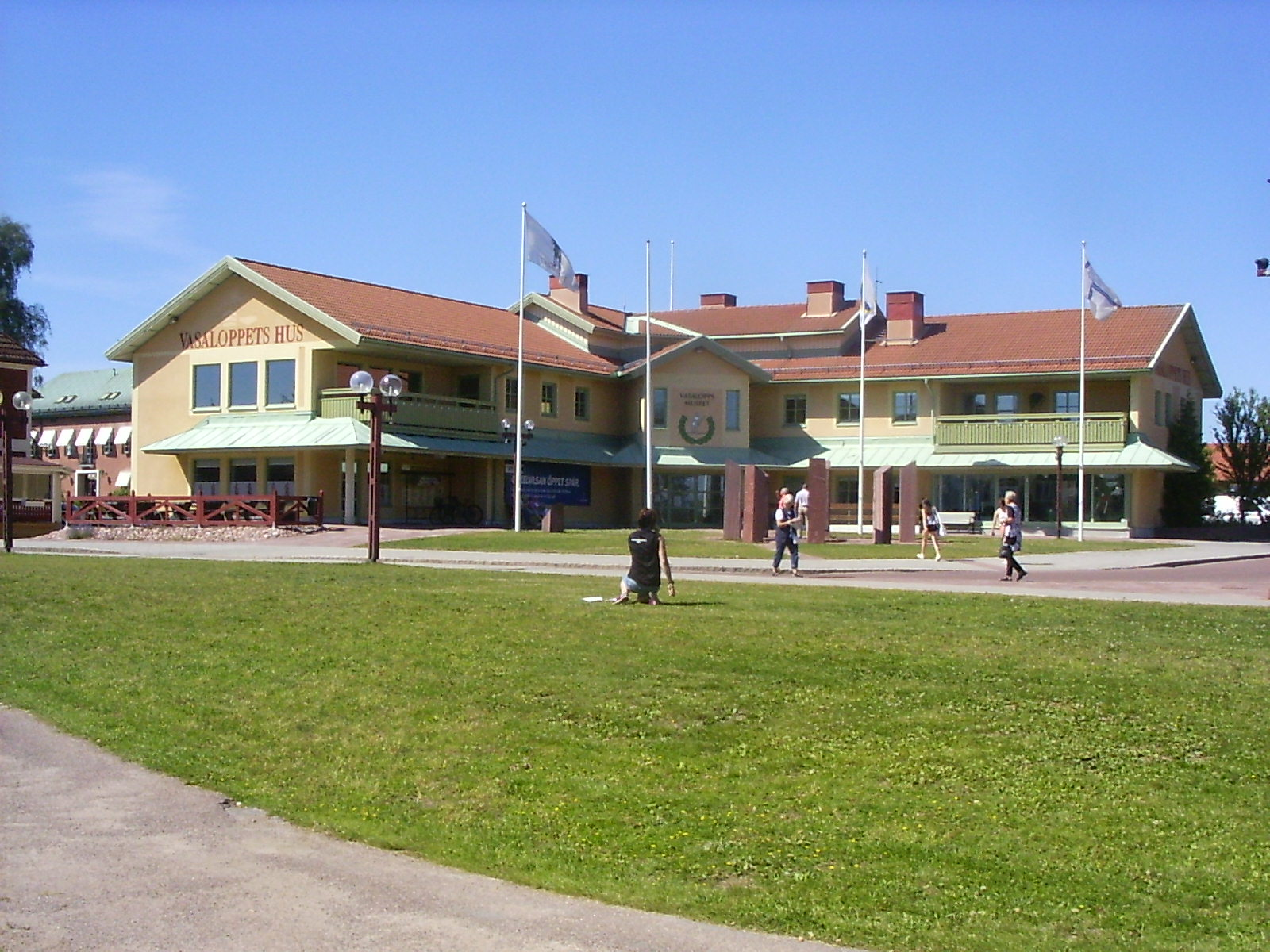
Le musée de la Vasaloppet à Mora.
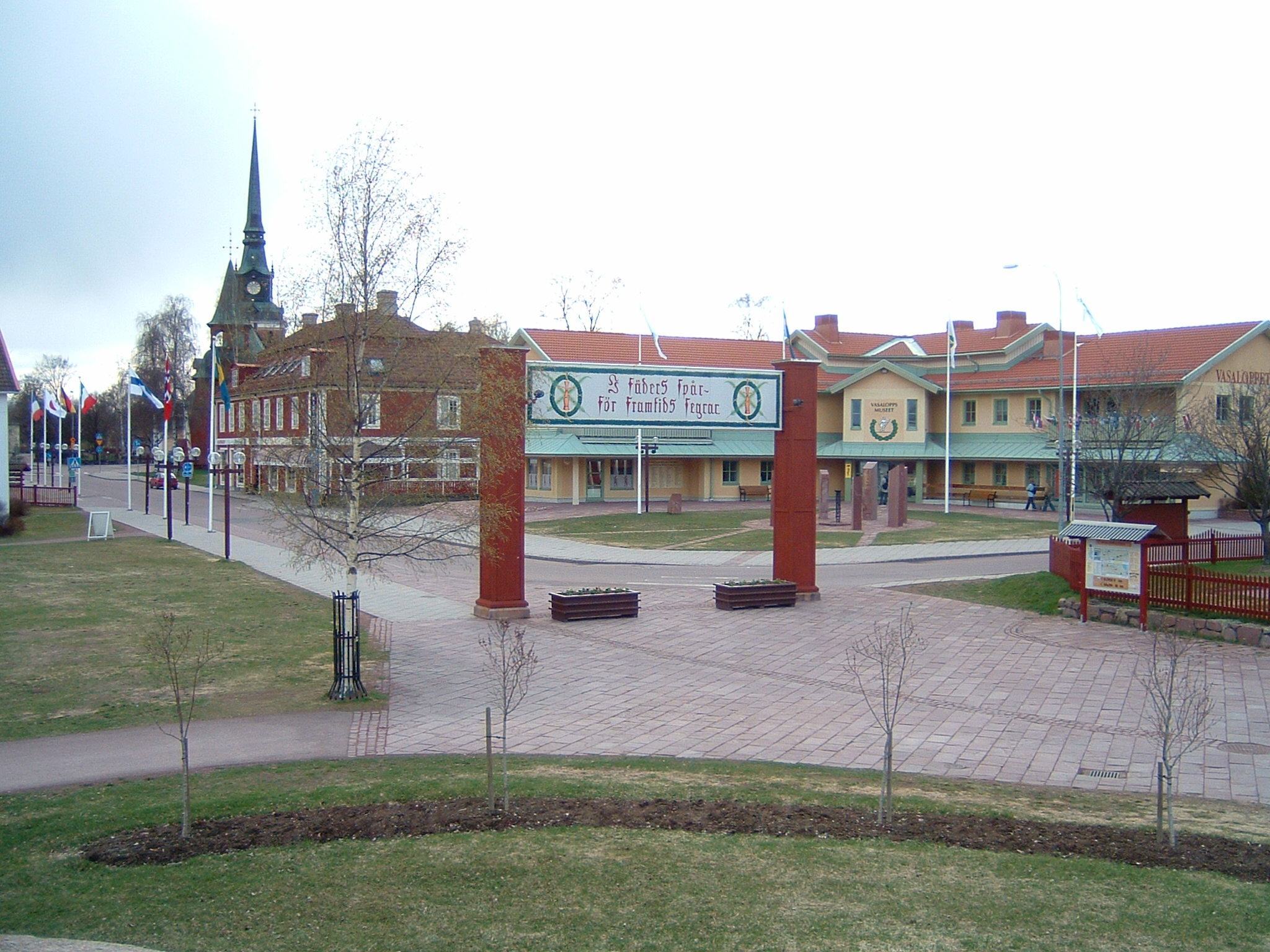
Portail d'arrivée de la course de ski Vasaloppet en été.
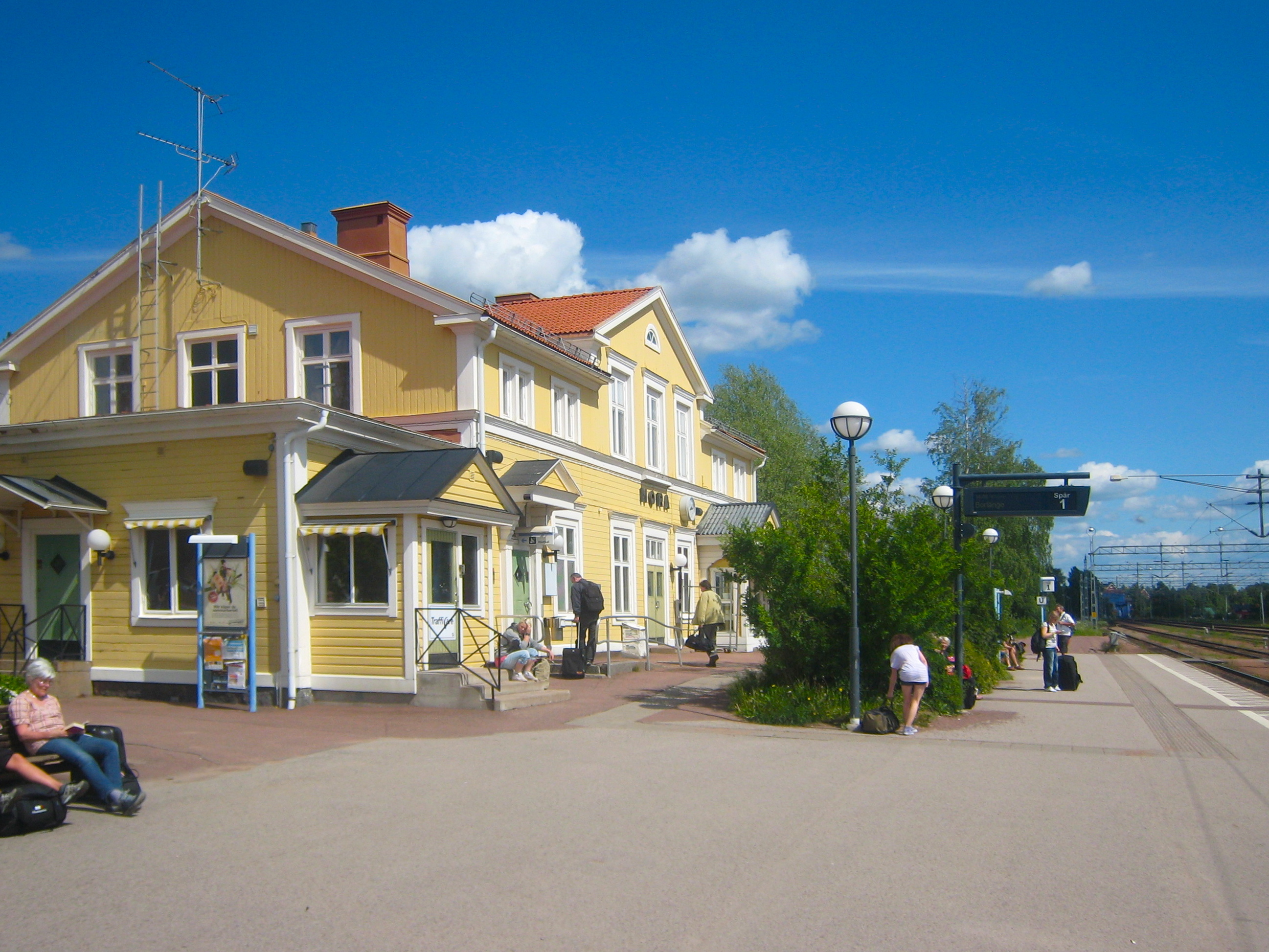
Gare de Mora.